# Morinda citrifolia
Morinda citrifolia, llamada comúnmente noni, guanábana cimarrona, fruta del diablo, fruta del paraíso o mora de la India, es una planta arbórea o arbustiva de la familia de las rubiáceas; originaria del sureste asiático y Australia. Se distribuye pantropicalmente.

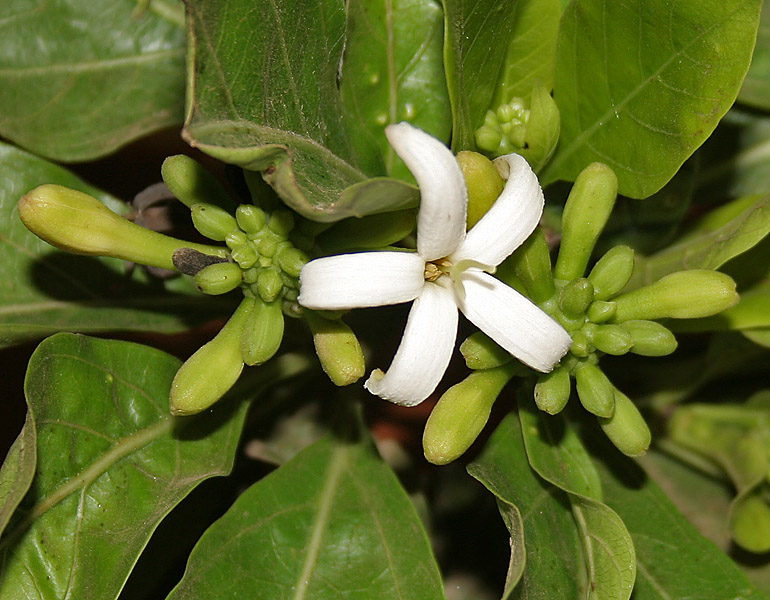
Detalle de la flor

## Descripción

Partes del fruto: 1) Corteza o cáscara (pericarpio) 2) Semilla (endosperma) 3) Corazón (endosperma) 5) Pedúnculo.

Arbusto o árbol perennifolio de 3 a 10 m de altura. Las hojas son opuestas, de elípticas a elíptico-ovadas (20-45 x 7-25 cm) glabras y brillantes, con nervaduras pinnadas muy marcadas.
La inflorescencia es una cabeza globosa con entre 75 a 90 pequeñas flores hermafroditas con 5 pétalos blancos y 5 estambres apenas visibles.
El fruto múltiple (sincarpo) es de forma ovoide (5-10 x 3-4 cm), carnoso y de color blanco amarillento al madurar, entonces desprende un olor penetrante y desagradable. Las semillas están dotadas de una burbuja de aire lo que favorece su distribución y asegura su viabilidad aunque hayan permanecido en el agua durante mucho tiempo.
Florece y fructifica durante todo el año.

## Distribución y hábitat
Es una especie nativa del sureste asiático y Australia que se ha distribuido ampliamente por los trópicos: Polinesia, Melanesia y Macaronesia y se encuentra naturalizada en América Central, Sudamérica y África.
Tiene tolerancia a una gran variedad de ecosistemas, condiciones climáticas y tipos de sustratos. Puede habitar bosques, terrenos volcánicos, litorales, zonas áridas o excesivamente húmedas; desde el nivel del mar hasta los 800 m s. n. m. Incluso regenerarse rápidamente tras incendios o largos periodos de sequía.

## Taxonomía
Morinda citrifolia fue descrita por Carlos Linneo y publicada en Species Plantarum 1: 176. 1753.
Etimología
- Morinda: nombre genérico que deriva de las palabras de latín: morus = "morera", por los frutos, e inda, que significa "de la India"[5]
- citrifolia: epíteto latíno que significa "hoja semejante al cítrico"

Sinónimos
- Morinda angustifolia Roth
- Morinda aspera Wight & Arn.
- Morinda bracteata Roxb.
- Morinda chachuca Buch.-Ham.
- Morinda chrysorhiza (Thonn.) DC.

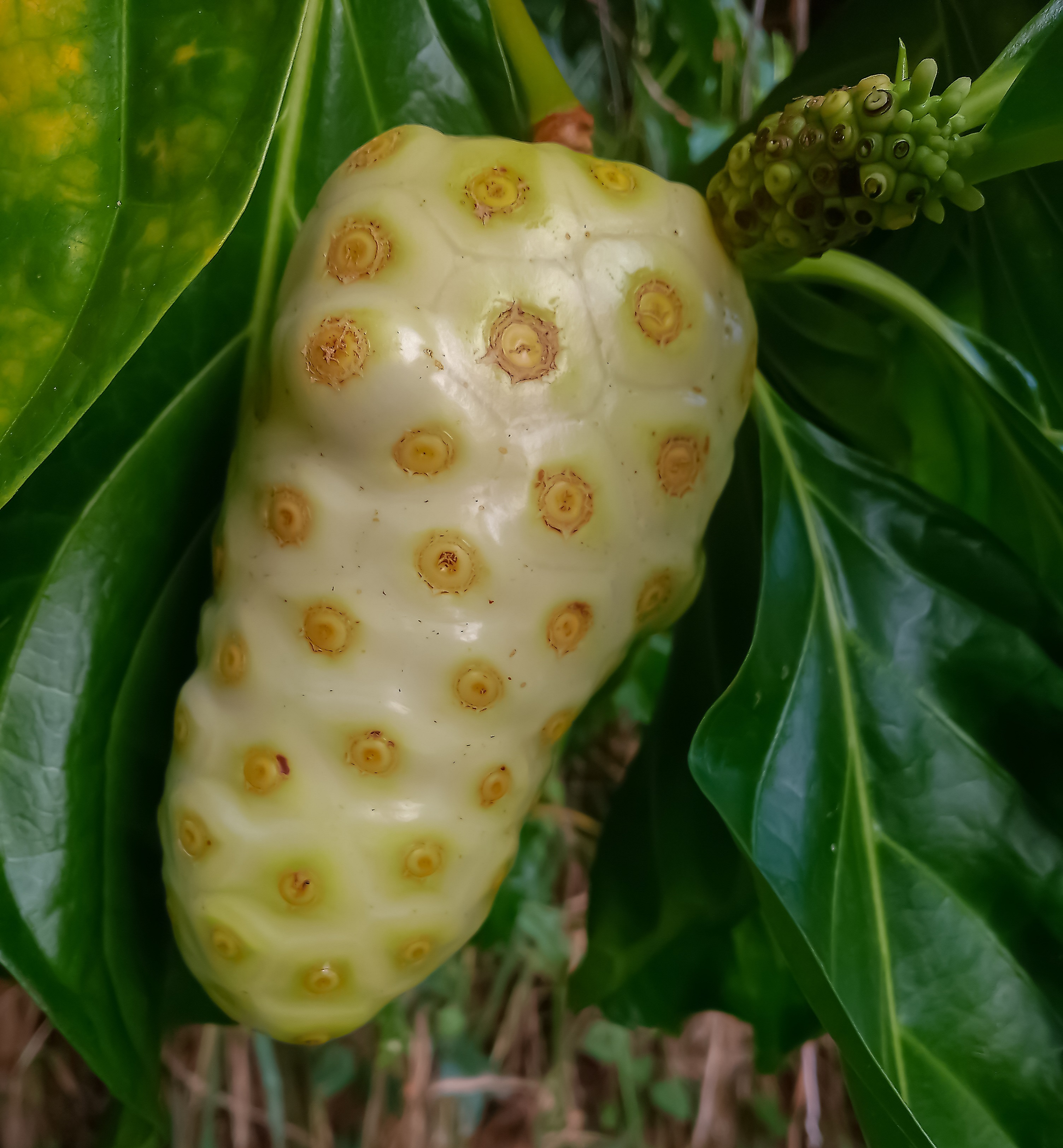
Fruto

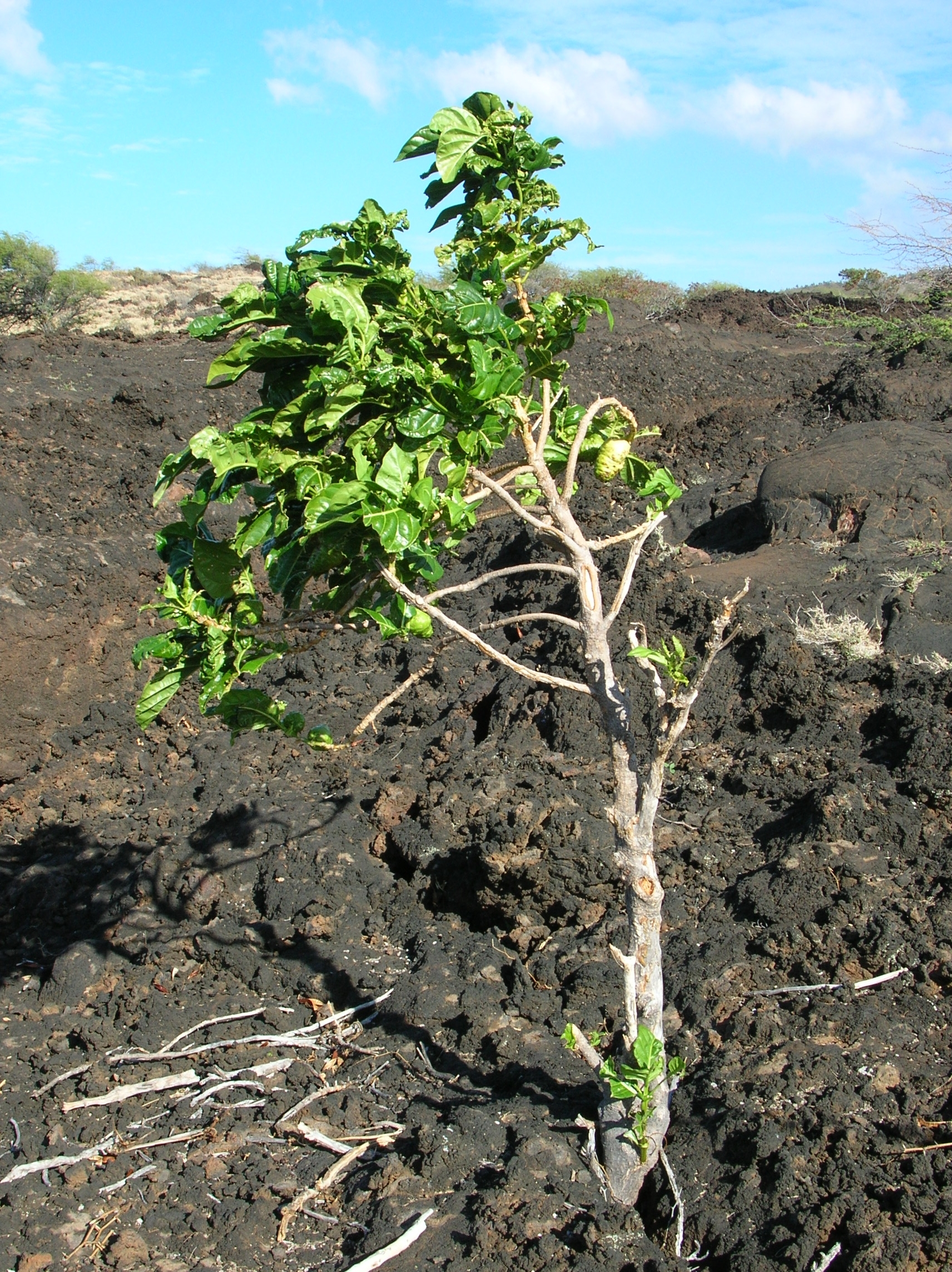
Vista de la planta

- Morinda coreia var. stenophylla (Spreng.) Chandrab.
- Morinda elliptica (Hook.f.) Ridl.
- Morinda ligulata Blanco
- Morinda littoralis Blanco
- Morinda macrophylla Desf.
- Morinda mudia Buch.-Ham.
- Morinda multiflora Roxb.
- Morinda nodosa Buch.-Ham.
- Morinda quadrangularis G.Don
- Morinda stenophylla Spreng.
- Morinda teysmanniana Miq.
- Morinda tinctoria Noronha
- Morinda tinctoria var. aspera (Wight & Arn.) Hook.f.
- Morinda tinctoria var. multiflora (Roxb.) Hook.f.
- Morinda tomentosa B.Heyne ex Roth
- Morinda zollingeriana Miq.
- Platanocephalus orientalis Crantz
- Psychotria chrysorhiza Thonn.
- Samama citrifolia (L.) Kuntze
- Sarcocephalus leichhardtii F.Muell.[6]

## Usos

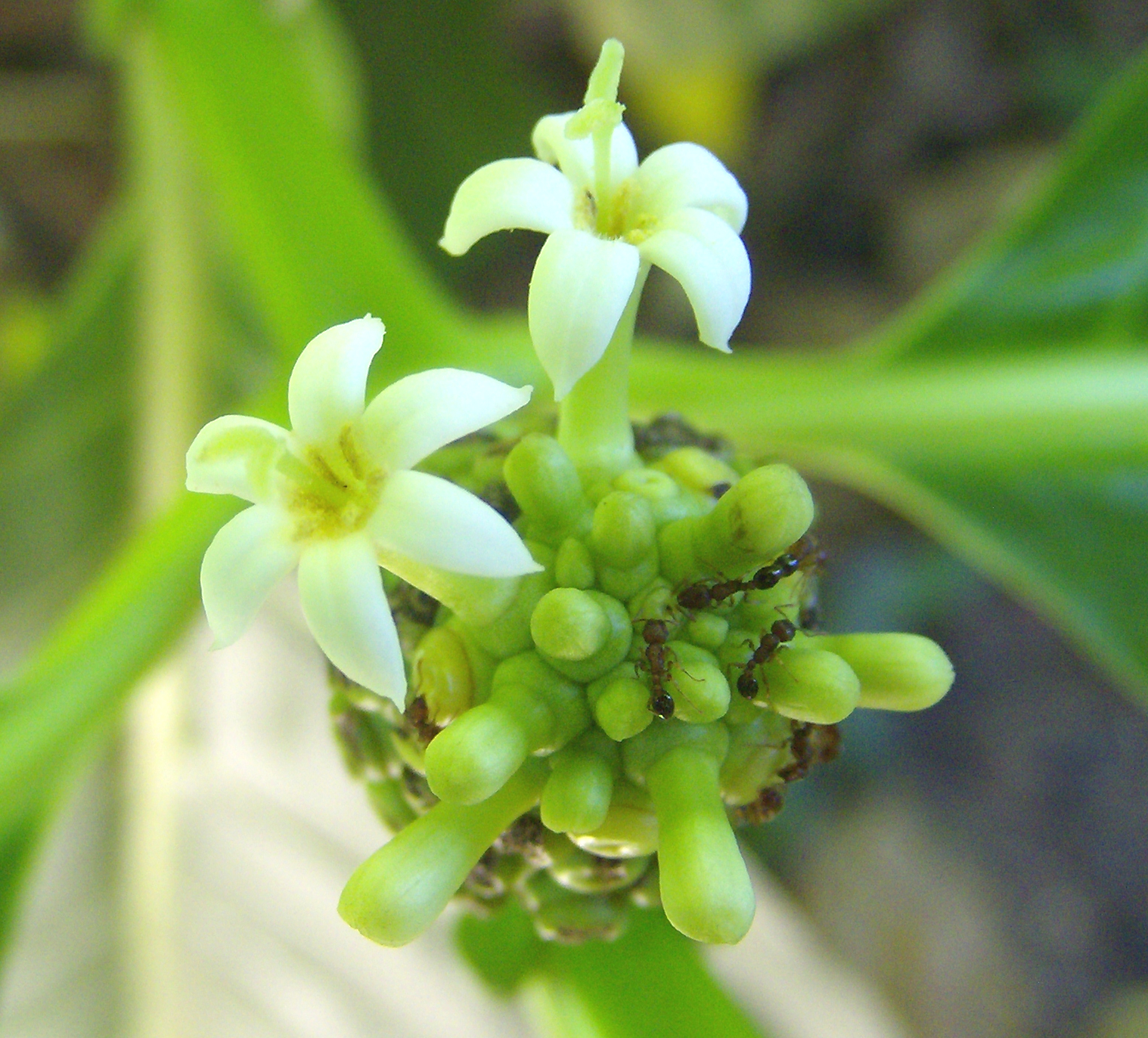
Cabeza floral

M. citrifolia tiene usos muy diversos, tanto gastronómicos y medicinales como agropecuarios.

### Uso alimenticio
En diferentes lugares forma parte integrante de la dieta nativa, sea cruda o cocinada. Se consumen los brotes tiernos, las semillas tostadas. Las hojas tiernas se consumen como verdura, las maduras como envoltorio de tradicionales platos de pescado y carne. De la fruta se elabora zumo; de las hojas secas y también del fruto se elaboran infusiones.

### Fitoquímica
En el noni se encuentran diversos compuestos químicos: iridoides, terpenos, triterpenos, esteroles, flavonoides, lignanos, esteroides, ésteres de ácidos grasos con azúcar, vitaminas y minerales. Entre ellos se encuentra escopoletina, damnacantal, xeronina,ácido ascórbico, ácido linoleico, caprílico, ácidos caproico, glucopiranosas, acubina, asperulósido, quercetina, hierro, zinc y selenio entre otros.

### Uso medicinal
Tiene un larga historia de usos medicinales entre las culturas aborígenes. Los sanadores tradicionales polinesios empleaban todas las partes de la planta del noni, flores, corteza, raíces y especialmente, el fruto para tratar problemas de salud que iban desde las aftas hasta el reumatismo. Las lombrices intestinales, fiebres y las infecciones de la piel eran algunas de las enfermedades más comunes tratadas con esta panacea  polinesia.
En otras partes de Asia y el Pacífico, las hojas, flores, frutos y corteza se emplean como tónicos, antipiréticos y descongestivos del tracto respiratorio. El emplasto  de las hojas se utiliza en Malasia para la tos, y el zumo de las mismas se aplica como tópico  para la artritis en Filipinas.
En Occidente  se comercializa como suplemento dietario para estos y otros usos incluidos los medicinales.
El extracto alcohólico de hojas tiernas mostró actividad antihelmíntica in vitro contra Ascaris lumbricoides humano.
Ha sido estudiada la actividad como antibiótico de los compuestos extraídos de esta planta. Un extracto de etanol crudo y fracción de hexano de Morinda citrifolia mostró una pronunciada actividad antituberculosa. Se ha señalado que podría tener  algún efecto neuroprotector, regulando neurotransmisores como la noradrenalina y serotonina.
El empleo tradicional de Morinda citrifolia está limitada a estudios preclínicos farmacológicos y las investigaciones toxicológicas que respaldan la seguridad de su consumo son insuficientes.
Un estudio  del Instituto de Biología Farmacéutica de la Universidad de Basilea realizado en 2004, concluyó que aún no se cuenta con datos clínicos confiables sobre buena parte de los beneficios y las propiedades terapéuticas que se le atribuyen a la Morinda citrifolia aunque algunas actividades interesantes del noni, como su posible efecto antiangiogénico, "merecen mayor investigación".
Un estudio realizado en 2009 concluyó que la Morinda citrifolia tiene en su composición principios activos tales como la xeronina, que le confieren prometedoras propiedades fármaco-terapéuticas antioxidantes, analgésicas, sedantes y antineoplásicas.
En la medicina tradicional china, las raíces, conocidos como Ba Ji Tian, se han utilizado para tratar el dolor abdominal, la impotencia, y trastornos menstruales.

### Otros usos
- Frutos y hojas se utilizan como forraje en ganadería.
- De la raíz y la corteza se extraen tintes de color rojo, púrpura y amarillo.
- El aceite extraído de las semillas se usa como insecticida.
- La madera se utiliza como combustible, y en carpintería para fabricar accesorios y herramientas.
- En jardinería, es popular la variedad M. citrifolia var. 'Potteri' de hojas variegadas, como ornamental en jardines públicos y privados. Por su adaptabilidad, rápida recuperación tras las podas, hábito de crecimiento frondoso es apta para crear vallas vivas.[3]

## Toxicidad
En  2005,  se registró en un hospital europeo, a un paciente adulto con hepatitis aguda y que admitió que tomaba zumo de Morinda citrifolia desde hacía tres semanas. Se le indicó abandonar su ingestión y se le controló con exámenes de laboratorio, normalizándose en un mes.
En el mismo año fue publicado un artículo sobre dos pacientes con hepatotoxicidad atribuida a la ingestión del mismo zumo. En respuesta, se informó que se habían hecho estudios y ensayos clínicos que habían demostrado que no producía toxicidad hepática.
Poco tiempo después, se publicó otro caso con hepatotoxicidad atribuida al referido zumo. En respuesta se sugirió que el daño  podía atribuirse al uso de interferón beta más que al zumo.